# Шейла Еколс
Шейла Еколс (англ. Sheila Echols; нар. 2 жовтня 1964) — американська легкоатлетка, що спеціалізується на спринті та стрибках у довжину, олімпійська чемпіонка 1988 року.

## Кар'єра
| Рік             | Змагання         | Місто                | Місце           | Дисципліна            | Примітки        |
| Представник США | Представник США  | Представник США      | Представник США | Представник США       | Представник США |
| --------------- | ---------------- | -------------------- | --------------- | --------------------- | --------------- |
| 1987            | Чемпіонат світу  | Рим, Італія          | 7               | стрибки у довжину     | 6.39            |
| 1988            | Олімпійські ігри | Сеул, Південна Корея | 8 (квал.)       | стрибки у довжину     | 6.37            |
| 1988            | Олімпійські ігри | Сеул, Південна Корея | 1               | естафета 4×100 метрів | 41.98           |
| 1991            | Чемпіонат світу  | Токіо, Японія        | 10 (квал.)      | стрибки у довжину     | 6.47            |
| 1992            | Олімпійські ігри | Барселона, Іспанія   | 7               | стрибки у довжину     | 6.62            |
| 1993            | Чемпіонат світу  | Штутгарт, Німеччина  | 10 (квал.)      | стрибки у довжину     | 6.30            |
| 1993            | Чемпіонат світу  | Штутгарт, Німеччина  | 2               | естафета 4×100 метрів | 42.34           |